# Fender Jazzmaster

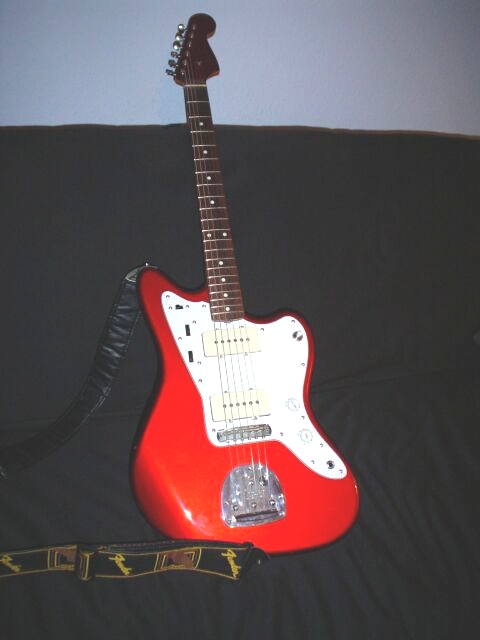
Fender Jazzmaster

La Fender Jazzmaster és una guitarra presentada per primer cop al NAMM Show l'any 1958.
Va ser dissenyada amb la intenció que fos una guitarra de gamma més alta que la Fender Stratocaster. Tot i que la Jazzmaster té una aparença similar a la Fender Jaguar, aquestes dues guitarres no són similars pel que fa al so o als aspectes tècnics.
Si bé es va dissenyar pensant en guitarristes de jazz va ser utilitzada principalment per guitarristes de música surf ja als anys 60 (com ara The Ventures) i, més recentment, per diverses bandes d'indie rock (com ara Wilco).
La guitarra és de cos massis. Té un pont flotant amb una palanca inusualment llarga que permet rascar acords tot agafant la palanca amb una relativa facilitat. És de diapasó llarg (25.5) i té 21 trasts. Té dues pastilles que, malgrat que són més amples que les de la Stratocaster, també són de bobinat simple. La guitarra consta de dos circuits diferenciats amb controls de volum i to independents. Un d'aquests circuits utilitza únicament la pastilla del mànec mentre que l'altre permet tres combinacions de pastilles: bé la del pont, bé la del mànec o bé totes dues pastilles alhora.